# José Carlos Brandão Cabral
José Carlos Brandão Cabral (ur. 30 maja 1963 w Tupã) – brazylijski duchowny katolicki, biskup Almenary w latach 2013–2022, biskup São João da Boa Vista w latach 2022–2023.

## Życiorys
12 marca 1993 otrzymał święcenia kapłańskie i został inkardynowany do diecezji Limeira. Po święceniach został proboszczem w parafii Dzieciątka Jezus w Limeira. Pełnił jednocześnie funkcje m.in. ojca duchownego seminarium, wikariusza biskupiego, sędziego audytora sądu kościelnego w Campinas oraz kanclerza kurii.
19 czerwca 2013 papież Franciszek mianował go biskupem diecezji Almenara. Skary biskupiej udzielił mu biskup Vilson Dias de Oliveira. 3 sierpnia 2022 papież Franciszek mianował go biskupem diecezji São João da Boa Vista.
7 grudnia 2023 papież przyjął jego rezygnację z pełnionego urządu.